# ジョゼ・フォンテ
ジョゼ・ミゲウ・ダ・ローシャ・フォンテ（José Miguel da Rocha Fonte, 1983年12月22日 - ）は、ポルトガル・ペナフィエル出身のサッカー選手。 カーザ・ピアAC所属。元ポルトガル代表。ポジションはDF。
弟のルイ・フォンテもサッカー選手。

## 経歴

### クラブ

#### ポルトガル時代
ユース時代を過ごしたスポルティングCPでは、3部のリザーブチームで出場するにとどまり、2004年に2部のFCフェルゲイラスに移籍した。1部のプリメイラ・リーガデビューをヴィトーリア・セトゥーバルで果たすと、そこでの活躍が強豪ベンフィカの目に留まり、2006年1月にベンフィカと契約した。

#### イングランド時代
2007年、チャンピオンシップのクリスタル・パレスにレンタル移籍。
2010年1月9日、120万ポンドの移籍金でフットボールリーグ1のサウサンプトンに移籍。2014年トレーニング中に、チームメートのオズワルドに殴られた。 2014-15シーズンからは、移籍したアダム・ララーナに代わって主将に就任した。2016年10月16日のバーンリー戦でサウサンプトンでの250試合出場を達成した。
2017年1月20日、ウェストハム・ユナイテッドへ2シーズン半の契約で移籍。

#### 大連一方
2018年2月23日、大連一方足球倶楽部に加入することが発表された。7月16日、大連一方との契約を解除し退団した。

#### リール
2018年7月20日、リールへの移籍が発表された。2020-21シーズン、DF陣を統率して、チームのリーグ制覇に貢献した。

#### ブラガ
2023年7月18日、1年契約でSCブラガに加入。16年ぶりに母国ポルトガルでプレーすることになる。

#### カーザ・ピア
2024年7月10日、カーザ・ピアACに1年契約で移籍した。

### 代表
2014年にポルトガル代表に初招集され、31歳にして代表デビューを果たした。以降はコンスタントに出番を得て、EURO 2016のメンバーにも選ばれた。グループリーグでは出番が無かったが、決勝トーナメント以降はリカルド・カルヴァーリョからポジションを奪って4試合に出場して、ポルトガル代表の初優勝に貢献した。

## 代表歴

### 出場大会
- ポルトガル代表
  - 2018 FIFAワールドカップ

### 試合数
- 国際Aマッチ 50試合 1得点（2014年-2022年）[14]

| ポルトガル代表 | 国際Aマッチ | 国際Aマッチ |
| 年             | 出場        | 得点        |
| -------------- | ----------- | ----------- |
| 2014           | 1           | 0           |
| 2015           | 7           | 0           |
| 2016           | 12          | 0           |
| 2017           | 7           | 0           |
| 2018           | 9           | 0           |
| 2019           | 6           | 0           |
| 2020           | 1           | 0           |
| 2021           | 6           | 1           |
| 2022           | 1           | 0           |
| 通算           | 50          | 1           |

## タイトル

### クラブ
サウサンプトンFC
- フットボールリーグトロフィー：1回 (2010)

リール
- リーグ・アン：1回 (2020-21)
- トロフェ・デ・シャンピオン：1回 (2021)

SCブラガ
- タッサ・ダ・リーガ：1回 (2023-24)

### 代表
ポルトガル代表
- UEFA欧州選手権：1回 (2016)
- UEFAネーションズリーグ：1回 (2018-19)